# Ricardo Sicre Cerdá
Ricardo Sicre Cerdá, anglosajonizado como Richard Sickler (Montgat, Barcelona, 13 de diciembre de 1919 - Palma de Mallorca, 22 de octubre de 1993) fue un espía español al servicio de la OSS estadounidense, agencia antecesora de la CIA, nacionalizado estadounidense.

## Biografía
Hijo de un médico, en 1937 militaba en Esquerra Republicana de Catalunya. Al perder la República la Guerra Civil de España fue internado en el campo de concentración de Argelès-sur-Mer, y desde allí logró escapar a Londres. Allí el escritor Robert Graves le consiguió por 1940 un trabajo de instructor militar y le dio direcciones de activistas de izquierda en los EE. UU., pues Sicre deseaba emigrar allí. En 1942 se enroló como pinche en un navío que iba a Nueva York y poco antes de alcanzar el puerto de la isla de Ellis se echó a nadar para no tener que pasar la aduana. Pero sus contactos estaban vigilados, lo detuvieron y le dieron a elegir entre la repatriación o trabajar para la OSS en la sección de contrainteligencia, bajo el mando de Donald Downes. Esto último fue lo que hizo y tras recibir formación, hábilmente logró copiar varias veces los códigos secretos y otros documentos de la embajada de España en Nueva York.
En plena II Guerra Mundial participó en operaciones de espionaje en el norte de África, España y sur de Francia, más en concreto en la Operación Torch, en la Backbone y en la malograda Operación Banana, cuya red de agentes fue desarticulada por los franquistas en Málaga y causó un hondo pesar a Sicre, quien pensaba que los EE. UU. se esforzarían más por salvar a sus agentes españoles.
A fines de 1944 marchó al sur de Francia con el grado de capitán del ejército estadounidense de la división X-2 de contraespionaje de la OSS, pues ya poseía la ciudadanía; consiguió desarticular dos redes de espías nazis en el sur de Francia con ayuda de su mujer canadiense, Betty Lussier, que también era agente de la OSS y aviadora y con la cual se había casado en secreto para evitar que los separaran.
Vueltos a los EE. UU., viendo que no daban fruto sus negocios resolvieron ir a España en busca de mejor suerte. Les ayudó el responsable para España de la OSS en Washington durante la guerra, Frank T. Ryan, quien montó una sociedad comercial de tapadera para sus agentes en España, la World Commerce Corporation (WWC), que vendía productos estadounidenses en España gracias a las buenas relaciones de Francisco Franco con los anticomunistas estadounidenses. Desde 1955 Sicre empezó a hacer negocios por su cuenta, acumulando una gran fortuna al conseguir sustanciosos contratos de distribución exclusiva de la Pepsi-cola y del whisky JB, entre otros productos, negociando además con las remesas de divisas que repatriaban los emigrantes españoles en Europa y América. Se compró una vistosa residencia en La Moraleja (Madrid), un palacete en Palma de Mallorca, cerca de las casas de sus amigos Robert Graves y Camilo José Cela, y un yate, el Piropo. En Madrid se transformó además en una gran socialité, y amistó con Ava Gardner, Rainiero III de Mónaco, Salvador Dalí, Ernest Hemingway y otros famosos de la época. Tuvo cuatro hijos y varios nietos y falleció en Palma de Mallorca en 1993.